# 심규명
심규명(沈揆明, 1965년 5월 27일 ~ )은 대한민국의 정치인, 법무법인 정우 대표변호사다. 1965년 경상남도 울주군 농소면(현 울산 북구)에서 출생하여 송정초등학교, 울산중학교, 학성고등학교를 거쳐 고려대학교 법학과를 졸업한 후 울산대학교 정책대학원 행정학 석사를 취득했다. 2003년 노무현 정부 인수위원회 자문위원을 역임했고, 2006년 울산 지방선거 당시 열린우리당 울산시장 후보로 정계에 입문했다. 제19대 국회의원 선거 때 민주통합당 후보로, 제20대 국회의원 선거 때 더불어민주당 후보로 울산 남구갑 지역에 출마했으나 낙선했다. 
2017년에는 더불어민주당 문재인 대통령 후보 울산선거대책본부장을 역임하였으며, 울산광역시당에서 울산대선공약실천단 단장 등을 역임했다. 이 외에도 울산지방변호사협회 인권위원장, 더불어민주당 울산시당 노동위원장 등을 두루 겸임해왔다.  2018년 더불어민주당 송철호 울산시장 선거대책본부장으로 활동하였고, 울산 남구 갑 지역위원회 위원장을 맡고 있다. 이 외에도 우리역사바로알기 공동대표, 대한적십자사 울산혈액원 홍보대사, 울산광역시 남북교류협력위원회 위원 등 활발한 활동을 하고 있다.

## 학력
- 송정국민학교 졸업
- 울산중학교 졸업
- 학성고등학교 졸업
- 고려대학교 법과대학 법학 학사 졸업
- 울산대학교 정책대학원 행정학 석사 졸업

## 경력
- 법무법인 정우 대표변호사
- 울산광역시 남북교류협력위원회 위원
- 한국청소년 울산광역시연맹 총장
- 대한적십자사 울산혈액원 헌혈홍보위원
- 더불어민주당 울산남구(갑) 지역위원장
- 대한적십자사 울산혈액원 헌혈홍보위원
- 동방평화기금 공동대표
- 우리역사바로세우기운동본부 공동대표
- 울산지방변호사협회 인권위원회 위원장
- 2018 울산MBC 용감한 토크 <단디>프로그램 고정패널
- 2018 더불어민주당 송철호 울산시장 선거대책위원회 위원장
- 2017 더불어민주당 울산대선공약실천단 단장
- 2017 더불어민주당 울산광역시당 노동위원회 위원장
- 2016 울산 남구 무상급식 추진위원회 공동대표
- 2016 더불어민주당 정책위원회 부의장
- 2014 ~ 2015 새정치민주연합 울산광역시당 위원장
- 2013 ~ 2014 민주당 울산광역시당 위원장
- 2011 울산평화복지포럼 대표
- 2011 울산지방변호사협회 일본교류위원회 위원장
- 2007 ~ 2008 울산항만공사 제1대 감사
- 2007 한중문화협회 울산지회 회장
- 2007 ~ 2012 녹색에너지촉진시민포럼 대표
- 2003 노무현 대통령 인수위원회 자문위원

## 저서
- The 심규명

## 방송
- 울산MBC 용감한 토크 <단디> 고정패널
- 개인방송 심규명TV <웃자, 울산> 진행/PD

## 역대 선거 결과
|  | 11.51% |

|  | 36.04% |

|  | 39.81% |

|  | 43.27% |